# 駅前 (弘前市)
駅前（えきまえ）は、青森県弘前市の地名。駅前一丁目から駅前三丁目まである。郵便番号は036-8002。

## 地理
青森県道17号弘前停車場線が横断し、駅前町の北側に位置する町。弘前駅前に展開する町の一つで、北部は東和徳町、北東部は稲田、東部から東南部にかけて表町、南部は駅前町、西部は代官町に接する。

## 歴史

### 発展・第8師団
- 1894年（明治27年） - 弘前駅が開設され、以後、西の代官町・北瓦ケ町方面などから弘前駅まで道が造られ、次第に発展。駅前二丁目と三丁目の境界を通る駅前通りに沿って各種商店・旅館が並んだ。
- 1905年（明治38年） - 日露戦争に参戦した第8師団の将兵を歓迎するために、凱旋門などが作られた。

### 沿革
- 1966年（昭和41年） - 和徳から分離、駅前一～三丁目になる。

## 世帯数と人口
2023年（令和5年）7月1日現在の世帯数と人口は以下の通りである。
| 丁目       | 世帯数  | 人口  |
| ---------- | ------- | ----- |
| 駅前一丁目 | 39世帯  | 59人  |
| 駅前二丁目 | 321世帯 | 618人 |
| 駅前三丁目 | 71世帯  | 126人 |
| 計         | 431世帯 | 803人 |

## 施設

### 医療
- 三浦内科医院
- 駅前歯科クリニック

### 商業
- CiiNA CiiNA 弘前
- ローソン弘前駅前店
- セブン-イレブン弘前駅前3丁目店
- 日産レンタカー弘前駅前店
- モスバーガー弘前駅前店
- メガ弘前駅前店
- ツルハドラッグ弘前駅前店
- タイムズカー弘前店
- 日本通運弘前支店営業課コンテナ係

### 宿泊
- 東横イン弘前駅前
- 津軽の宿弘前屋
- ホテルス弘前

### 交通
- 弘南バス和徳車庫
- 弘前バスターミナル

### 教会
- 創価学会弘前文化会館

## かつて存在した施設
- マクドナルド弘前駅前店 - 大町へ移転し、跡地にローソン弘前駅前店が開店した。

## 小・中学校の学区
市立小・中学校に通う場合、学区は以下の通りとなる。
| 町丁       | 番・番地 | 小学校             | 中学校             |
| ---------- | -------- | ------------------ | ------------------ |
| 駅前一丁目 | 全域     | 弘前市立和徳小学校 | 弘前市立第一中学校 |
| 駅前二丁目 | 全域     | 弘前市立和徳小学校 | 弘前市立第一中学校 |
| 駅前三丁目 | 一部     | 弘前市立和徳小学校 | 弘前市立第一中学校 |
| 駅前三丁目 | 一部     | 弘前市立大成小学校 | 弘前市立第三中学校 |

## 交通
- 弘南バス
  - 弘前バスターミナル
  - 弘前バスターミナル前、弘前駅前停留所。
    - 市内を走る全ての路線バスの発着所である。

  - 駅前二丁目（ミニバス 弘前バスターミナル - さくら団地線）停留所。
- JR奥羽本線弘前駅
- 弘南鉄道弘南線弘前駅